# Herpetocypris chevreuxi
Herpetocypris chevreuxi är en kräftdjursart som först beskrevs av Georg Ossian Sars 1896.  Herpetocypris chevreuxi ingår i släktet Herpetocypris och familjen Cyprididae. Inga underarter finns listade i Catalogue of Life.